# Coton de Tuléar
Der Coton de Tuléar (auch Baumwollhund) ist eine seit den frühen 70er Jahren des 20. Jahrhunderts von der FCI anerkannte Hunderasse aus Madagaskar (FCI-Gruppe 9, Sektion 1.2, Standard Nr. 283). Das Patronat liegt bei Frankreich, das heißt, der Rassestandard wird vom französischen Zuchtverband entwickelt.

## Herkunft und Geschichtliches
Coton de Tuléar (franz. Baumwolle von Tuléar) war jahrhundertelang der exklusive Schoßhund der reichen Bewohner von Tuléar im Süden Madagaskars. Rasseverwandt sind die französischen Bichon Frisé, der Bologneser, der Malteser, der Havaneser und das Löwchen (Petit chien lion). Nach Madagaskar gelangten seine Vorfahren wohl mit französischen Soldaten und Verwaltungsbeamten. Bis vor etwa 20 Jahren war der Hund in Europa und Amerika so gut wie unbekannt und schwer zu bekommen.

## Beschreibung
Der Coton de Tuléar kann bis zu 29 cm groß und 6 kg schwer werden, die hoch am Schädel angesetzten, dreieckigen Hängeohren sind im weißen Fell kaum zu sehen. Baumwollweich und flauschig wird das Fell charakterisiert. Einige Spuren hellen Graus (Mischung aus weißen und schwarzen Haaren) oder falber Stichelung (Mischung aus weißen und falbfarbenen Haaren) sind an den Ohren erlaubt. An den anderen Körperpartien werden solche Spuren toleriert, sofern dadurch der Eindruck eines insgesamt weißen Haarkleides nicht gestört wird. Der Coton de Tuléar hat keine Unterwolle.

## Wesen
Der Rassestandard beschreibt den Coton de Tuléar als von fröhlichem Wesen, ausgeglichen und sehr umgänglich mit Artgenossen, anderen Tieren und den Menschen; er passt sich perfekt jedem Lebensstil an. Es wird dort betont, dass das Wesen des Coton de Tuléar eines der wichtigsten Merkmale der Rasse ist.